# N-acilsfingosina galattosiltransferasi
La N-acilsfingosina galattosiltransferasi è un enzima appartenente alla classe delle transferasi, che catalizza la seguente reazione:
UDP-galattosio + N-acilsfingosina ⇄ UDP + D-galattosilceramide